# Caudan
Caudan (in bretone: Kaodan) è un comune francese di 7 150 abitanti situato nel dipartimento del Morbihan nella regione della Bretagna.
Il territorio comunale è delimitato ad ovest dal fiume Scorff (bretone: Ar Scorv) e ad est dal fiume Blavet (bretone: ar Blañwezh).

## Società

### Evoluzione demografica
Abitanti censiti